# Luigi Mazzuto
Luigi Mazzuto (Roccamandolfi, 19 luglio 1954) è un politico italiano.

## Biografia
Nato a Roccamandolfi nel 1954, ha conseguito la laurea in pedagogia presso l'Università di Cassino e ha lavorato a Roma presso il centro di produzione Rai di via Teulada. Nel 1979 è stato trasferito presso la sede Rai di Campobasso.
Eletto consigliere comunale a Roccamandolfi nel 1990 con la Democrazia Cristiana, successivamente passa a Forza Italia, partito del quale diviene segretario provinciale nel 2004 e riconfermato nel 2007. Dal febbraio 1997 al giugno 1998 è stato consigliere comunale a Isernia.
Nel giugno 2009 è eletto presidente della Provincia di Isernia al primo turno con il 65% dei voti. Dal maggio 2018 all'aprile 2019 è assessore non elettivo della giunta regionale del Molise.